# Buenaventura Aragó
Buenaventura Aragó y Rivas (?-1898) fue un agrónomo español.

## Biografía
Tras estudiar la carrera de Farmacia en la Universidad de Barcelona, su interés por las ciencias naturales y la agricultura le hizo abandonar el ejercicio de la profesión correspondiente a su formación universitaria. Colaboró en 1848 en El Amigo del País y entre 1876 y 1879 dirigió La Gaceta Rural. Más tarde tomó parte activa en el periódico Los Vinos y los Aceites  y en el Gran diccionario enciclopédico de agricultura, publicado por los editores Cuesta hermanos. Esa misma casa editorial publicó muchos de los libros escritos por Aragó. Falleció el 22 de octubre de 1898.
Entre sus obras se encuentran títulos como Tratado completo del cultivo de la vid y elaboración de vinos de todas clases (1871); La agricultura al amor de la lumbre (1872); Tratado completo del cultivo de la huerta: obra escrita expresamente para todas las provincias y posesiones españolas; Fabricación del azúcar. Guía práctica para extraer el azúcar de la remolacha y demás plantas sacarinas (1874); Tratado teórico-práctico sobre la fabricación, mejoramiento y conservación de los vinos españoles (1877, 1878), Tratado completo sobre la fabricación, destilación y rectificación de alcoholes y aguardientes (1879); Cultivo del manzano y fabricación de la sidra (1883); o La leche y sus productos. Fabricación de quesos y mantecas de todas clases, con instrucciones prácticas para la cría, alimentación e higiene de las vacas, cabras y ovejas (1892); entre otras. 